# ترئیا د منتگری
ترئیا د منتگری (به اسپانیایی: Torroella de Montgrí) یک شهرستان در اسپانیا است که در لا بیسبال د امپردا واقع شده‌است.

## خصوصیات
ترئیا د منتگری ۶۵ کیلومترمربع مساحت و ۱۱٬۵۹۸ نفر جمعیت دارد و ۳۱ متر بالاتر از سطح دریا واقع شده‌است.